# Stadtfriedhof Seelhorst

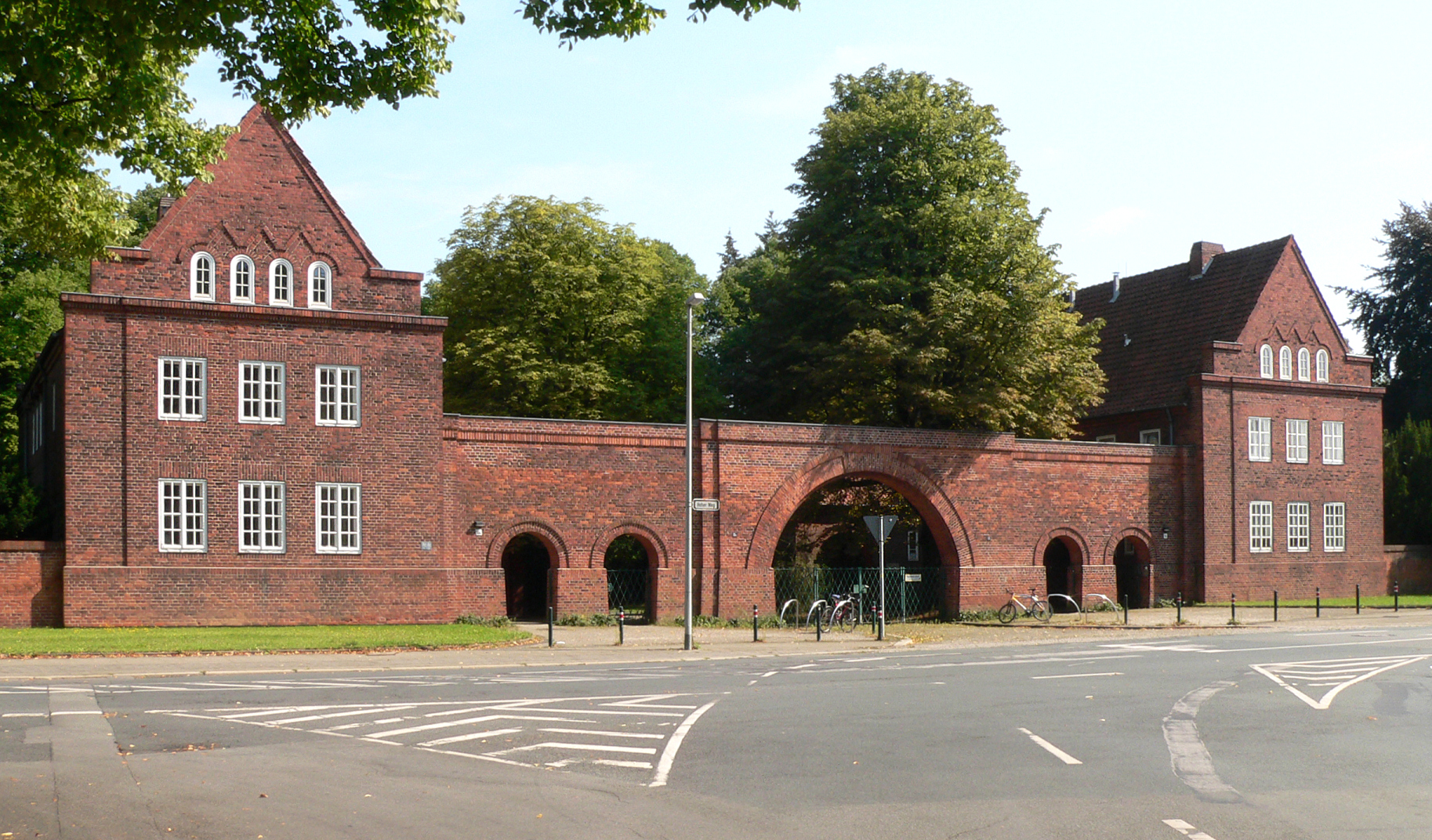
Denkmalgeschützte Eingangsbauten von 1924 am früheren Haupteingang am Hohen Weg

Friedhofsmauer im Bereich des neuen Eingangs aus den 1960er Jahren

Der Stadtfriedhof Seelhorst (Ausspracheⓘ) ist ein kommunaler Friedhof der Stadt Hannover im Stadtteil Seelhorst, der 1920 eröffnet wurde. Mit 68,5 ha ist der Friedhof heute flächenmäßig der größte Friedhof Hannovers.

## Geschichte
Der Friedhof Seelhorst entstand als dritter Stadtfriedhof (nach dem Stadtfriedhof Engesohde 1864 und dem Stadtfriedhof Stöcken 1891) ab 1919. Erforderlich wurde er durch die Eingemeindungen von Döhren und Wülfel. Beim Bau wurden die früheren Dorffriedhöfe dieser Gemeinden – der Alte Wülfeler Friedhof und der Alte Döhrener Friedhof – mit rund 2,7 ha in den neuen Seelhorster Friedhof mit einbezogen.
Der Friedhof ist symmetrisch gegliedert, alle Wege sind rechtwinklig angeordnet. Auch die einzelnen Friedhofsabteilungen sind streng geometrisch gestaltet. Bei der Planung der Friedhofsanlage übernahm Stadtgartendirektor Hermann Kube die Prinzipien der beiden großen Vorgängerfriedhöfe Engesohde und Stöcken. Es war der Stil eines architektonisch gestalteten Parkfriedhofs mit einer axialen Gestaltung. Dabei entspricht die über den Friedhof führende Lindenallee in den Abmessungen einer Allee im Berggarten in Herrenhausen. Die gärtnerische Gestaltung stammt von Hermann Kube und die Hochbauten entstanden nach Entwürfen von Paul Wolf. Seinem Gesamtcharakter nach repräsentiert er als Paradebeispiel zeitgenössischer Planung einen typischen Reformfriedhof in Deutschland.
Der Haupteingang mit zwei Torgebäuden und einem Durchlass lag ursprünglich am Hohen Weg. Von hier aus führt eine 400 m lange, vierreihige Lindenallee in den Friedhof hinein. Daran liegen die vom Architekten Konrad Wittmann entworfenen Bauten (zwei Kapellen, Krematorium, Betriebsgebäude), die er im expressionistischen Klinkerstil (Backsteinexpressionismus) der 1920er Jahre anlegte. Diesem Baustil entsprechen das Anzeigerhochhaus in Hannover und das Chilehaus in Hamburg. Der Friedhof erhielt ein Krematorium, da wegen veränderter Bestattungsbräuche bereits damals die Zahl der Feuerbestattungen stieg. Die erste Bestattung erfolgte bereits ein Jahr nach Baubeginn 1920. Der erste Bauabschnitt mit den Hauptgebäuden des Friedhofs war 1924 fertiggestellt. Beeindruckend an der Friedhofsgestaltung sind die Alleen mit Kastanien, Buchen und Eichen, die den formalen Charakter der Anlage unterstützen. Auffallend sind auch die vielen auf 1,5 m Höhe geschnittenen Hecken zur Abgrenzung der Gräberfelder.
Seit 2006 existiert ein Friedhofsmuseum.

## Kriegsverbrechen 1945
Gegen Ende des Zweiten Weltkriegs kam es auf dem Friedhof zu einem Endphaseverbrechen. Am 6. April 1945 trieben Angehörige der Gestapo-Dienststelle Ahlem auf Befehl des SS-Obersturmführers Hans Heinrich Joost vorwiegend sowjetische Kriegsgefangene und Zwangsarbeiter auf den Seelhorster Friedhof und töteten 154 Menschen. Am 2. Mai 1945 wurden „belastete Nazis“ von der US-Armee gezwungen, das Massengrab auszuheben, bei dem 526 Leichen entdeckt wurden. 386 wurden in einem Trauerzug zum Maschsee gefahren und am Nordufer bestattet.

## Umgestaltung 1960er Jahre

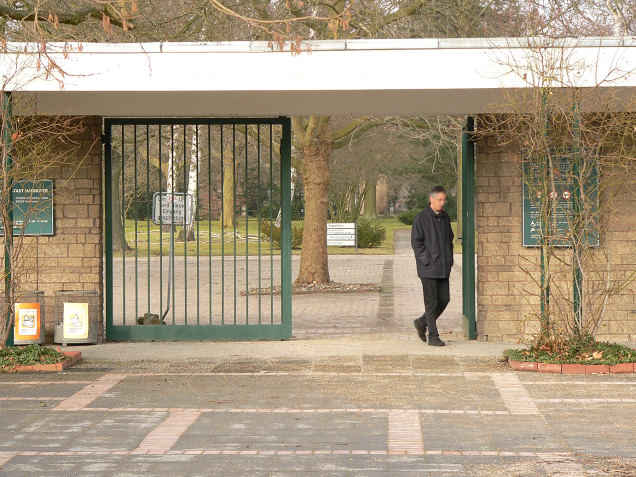
Neuer Friedhofseingang Garkenburgstraße

Anfang der 1960er Jahre wurde der Haupteingang Hoher Weg verlegt zu einem neuen Eingang an der Garkenburgstraße, wo der Friedhof einen Straßenbahnanschluss erhielt. Nach Plänen des Architekten Edgar Schlubach entstanden ein großzügiger Eingangsbereich mit Parkplatz und neue Gebäude der Friedhofsverwaltung. Das Krematorium erhielt eine weitere Kapelle. Mit Einführung einer neuen Friedhofssatzung 1963 mit strengeren Auflagen zur Beetgestaltung veränderte sich das Grabraster. Die Grabbeete wurden kleiner, was den Einsatz von Maschinen erleichterte. Es entstand der heutige Typ eines Rasenfriedhofes. Nach 1963 gab es zwei Geländeerweiterungen in Richtung der nördlich gelegenen Peiner Straße.

Friedhofsmauer an der Garkenburgstraße neben den Stadtbahn-Gleisen mit Graffiti-Malerei

## Belegung
Der Friedhof Seelhorst verfügt im Vergleich zu den Stadtfriedhöfen Engesohde und Stöcken über weniger Grabstätten bekannter Personen. Es gibt Abteilungen für Urnengräber, darunter eine buddhistische, sowie Reihen- und Wahlgräber für Sargbeisetzungen. Zentral in der Achse des Friedhofs liegt ein großes Wasserbecken.
2005 wurde in einem naturbelassenen Waldstück am östlichen Rand des Friedhofs der erste Bestattungswald im Stadtgebiet von Hannover eröffnet. Um einen Baumstamm sind je vier Urnengrabstätten angeordnet. Im Eingangsbereich des Seelwaldes sind Baumstämme aufgestellt, an denen durch einen Holzbildhauer ein Gedenkzeichen in Form eines Schrift- oder Mäanderbandes angebracht werden kann. Die individuelle Kennzeichnung der Grabstätten durch Grabsteine, Kreuze, Grabschmuck oder Bepflanzungen ist im Seelwald nicht gestattet.
Sonderanlagen des Friedhofs sind drei Abteilungen mit Kriegsgräbern. Die Kriegsopfer wurden erst nach dem Zweiten Weltkrieg mit Unterstützung des Volksbundes Deutsche Kriegsgräberfürsorge nach hier umgebettet. Es sind 4.148 Kriegsopfer, darunter 1.763 Deutsche (davon 1.304 Opfer von alliierten Luftangriffen) und 2.385 Opfer aus zwölf Nationen. Außerdem verfügt der Friedhof seit Anfang der 1950er Jahre über eine Gedenkstätte für die Opfer des Ersten und des Zweiten Weltkrieges in Form einer Säule an der zentralen Lindenallee.
Am Eingang Hoher Weg befindet sich eine Gedenkstätte für 390 Opfer der hannoverschen Außenlager Mühlenberg, Ahlem, Stöcken (Continental) und Stöcken (Akkumulatorenwerke) des Konzentrationslagers Neuengamme.

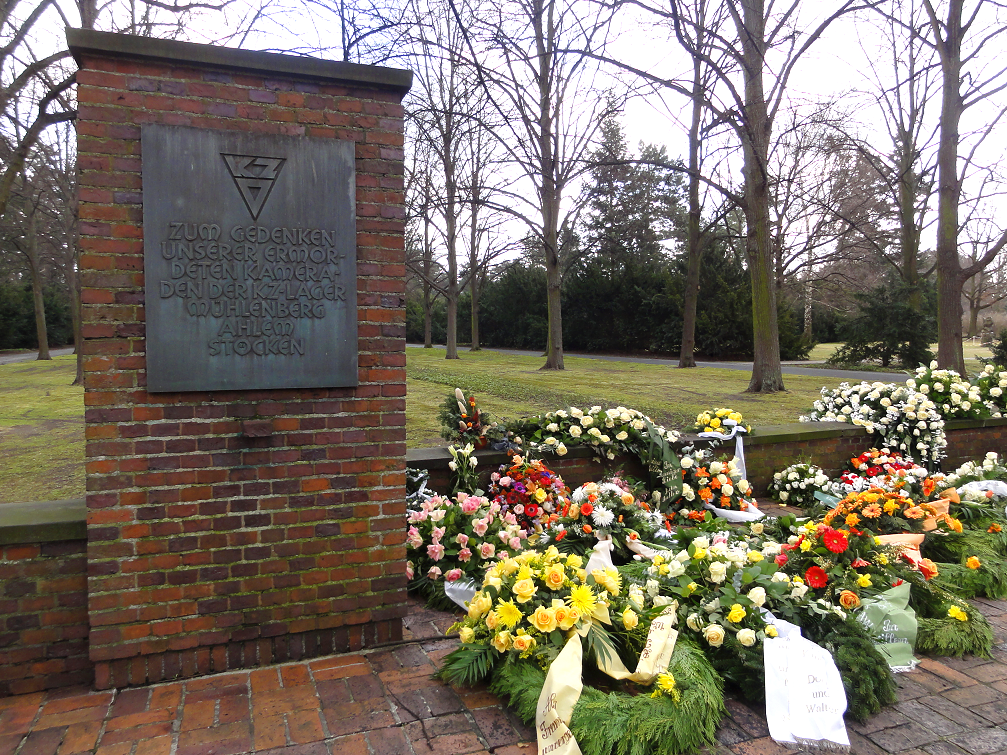
Mahnmal für die KZ-Opfer der Außenlager in Hannover
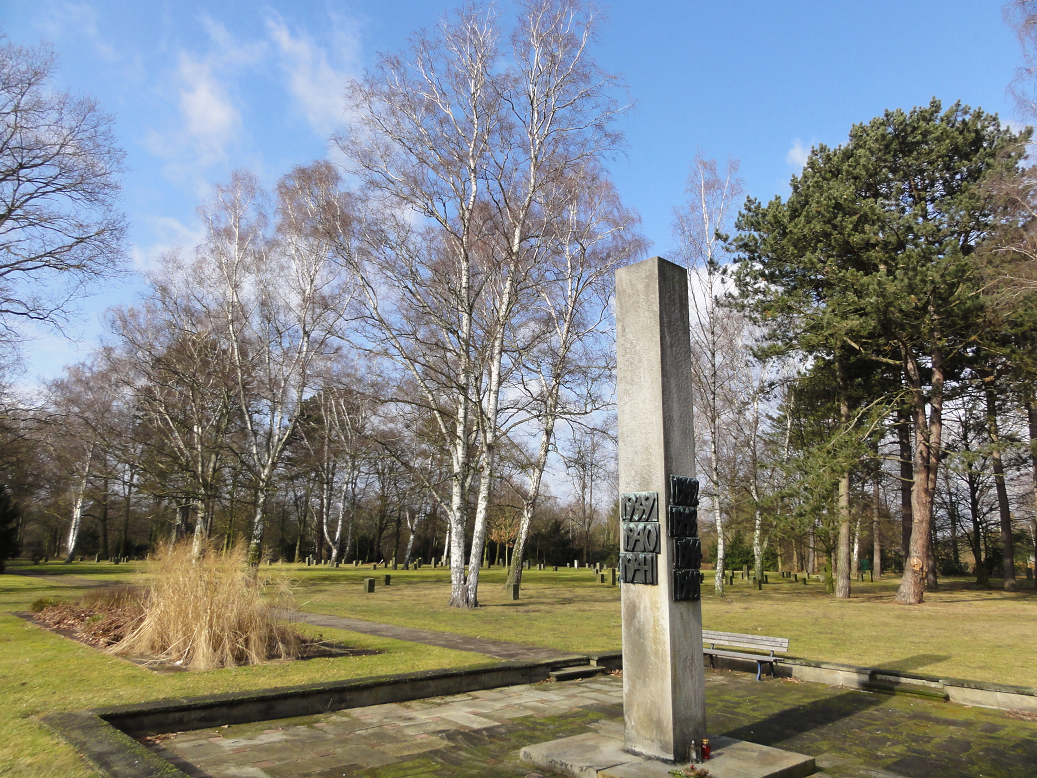
Mahnmal und Gedenkstätte für die Opfer des Ersten und des Zweiten Weltkrieges
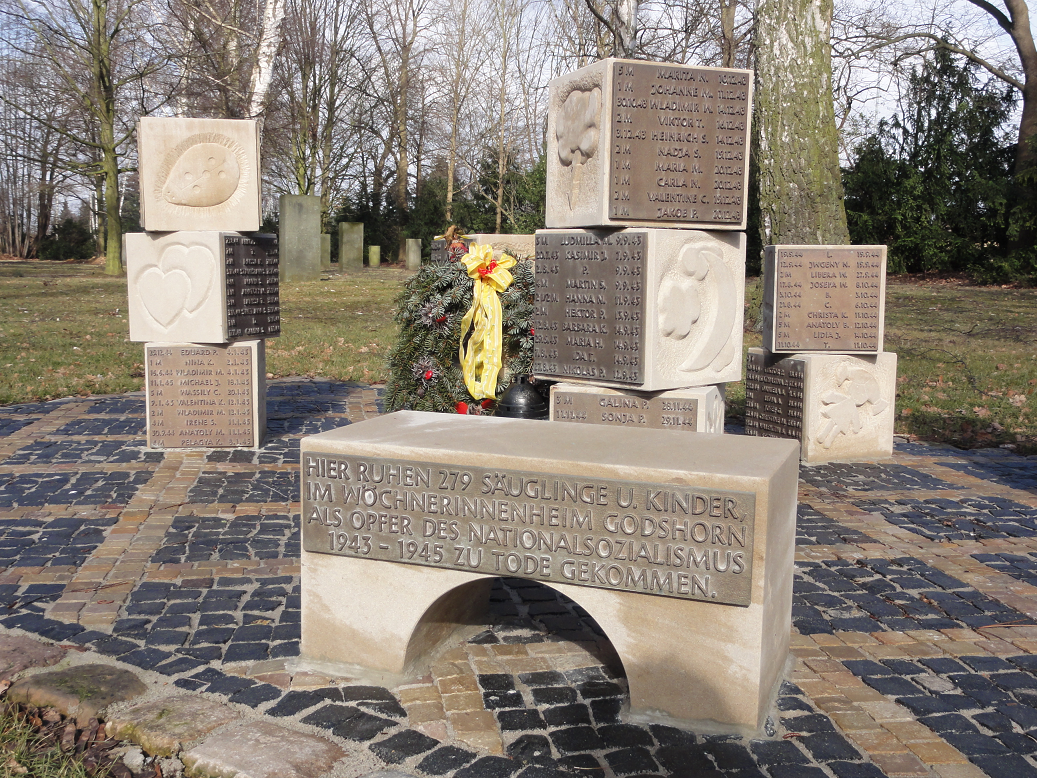
Gedenkstätte für Säuglinge von Zwangsarbeiterinnen
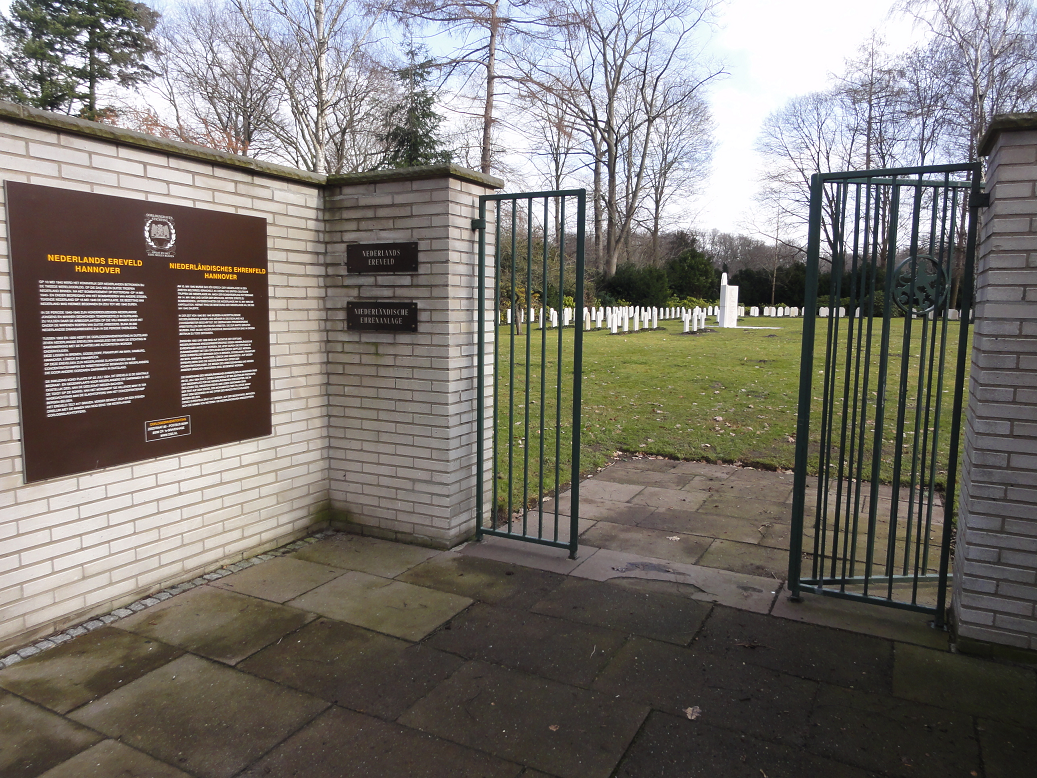
Niederländische Ehrenanlage für KZ- und Zwangsarbeits-Opfer
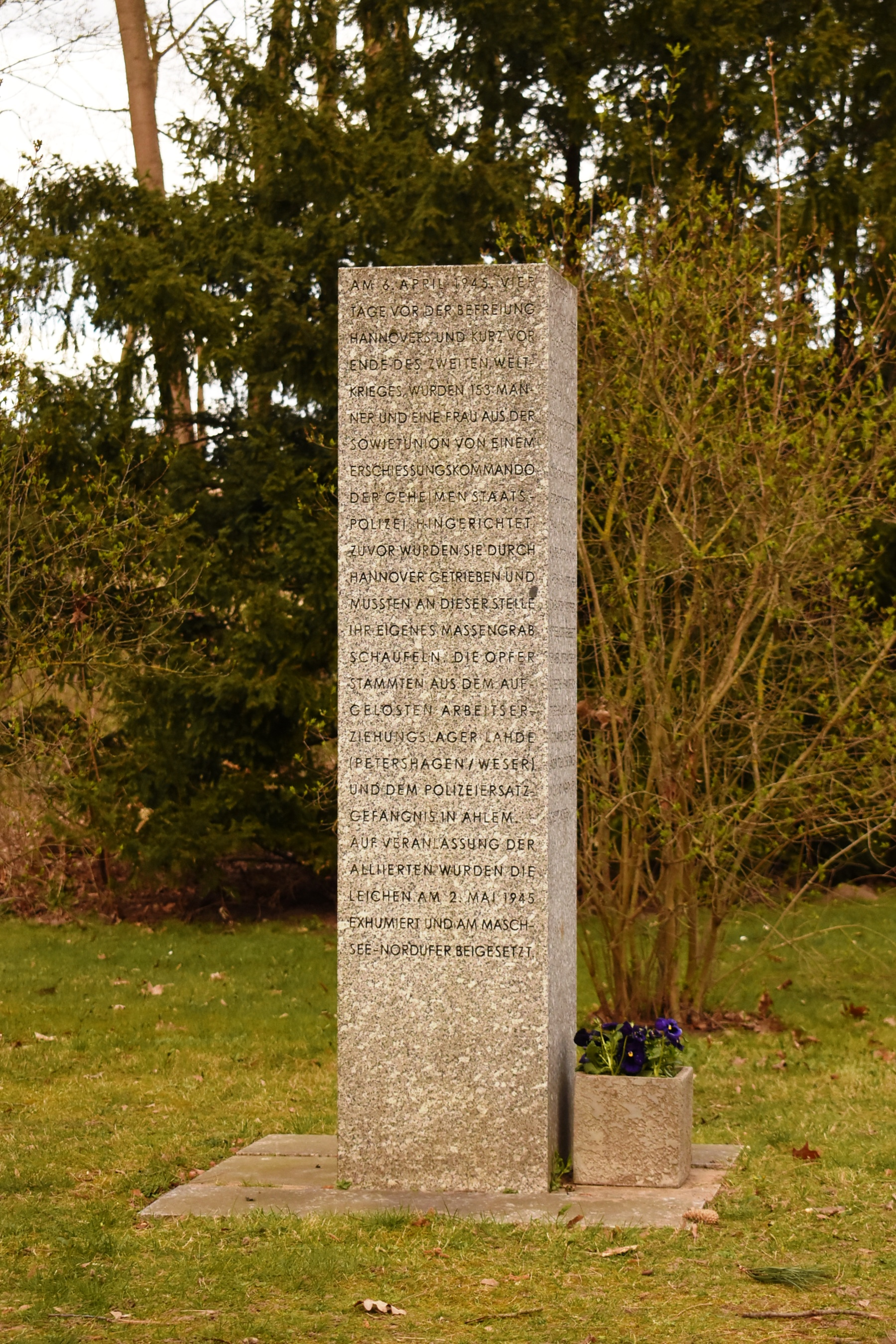
Gedenkstele für die am 6. April 1945 ermordeten Häftlinge und Zwangsarbeiter

Auf einer nordöstlich gelegenen Gräberanlage des Friedhofs befinden sich die Gräber von und eine Gedenkstätte für annähernd 300 Säuglinge und Kleinkinder, die an den Folgen von Mangelversorgung und Vernachlässigung starben. Mütter dieser Kinder waren verschleppte ausländischen Zwangsarbeiterinnen, die in dem Wöchnerinnenlager in Godshorn untergebracht waren und sofort nach der Geburt unter Zurücklassung ihrer Kinder wieder an den Ort ihrer Zwangsarbeit zurückgebracht wurden.
Eine Friedhofsabteilung beherbergt eine niederländische Ehrenanlage. Zu ihr gehören Gräber von 417 niederländischen Kriegsopfern, die nach dem Zweiten Weltkrieg von mehreren Friedhöfen in Niedersachsen nach hier überführt wurden. Hier steht ein Denkmal für die 1.900 niederländischen Gefangenen, die im KZ Bergen-Belsen umkamen.
Auf dem Friedhof befindet sich lediglich ein Ehrengrab der Stadt Hannover für das NS-Opfer Wilhelm Fahlbusch (1907–1933).